# Polygraphe (métier)
Pour les articles homonymes, voir Polygraphe.
Polygraphe est un métier suisse regroupant les anciennes professions de typographe et de photolithographe pour lesquelles il n’existe plus de formations dans ce pays. Il prépare des documents graphiques incluant des textes et des images, pour la production de divers imprimés ou l’élaboration de produits multimédia (CD-ROM, sites Web). Il scanne des images, met en page des textes et des illustrations, réalise une maquette d'impression à partir de fichiers informatiques, à l'aide des logiciels de reproduction et de publication assistée par ordinateur (PAO). Il fait aussi de la retouche d'image.